# São Carlos Futebol Clube
El São Carlos Futebol Clube es un club de fútbol brasilero, de la ciudad de São Carlos en Estado de São Paulo. Fue fundado en 2004 y juega en la Segunda División Paulista en 2012.

## Trivia
La mascota del club es un águila.
São Carlos es el único club de São Carlos en haber alcanzado el Campeonato Paulista de segunda división.